# Apesia
Apesia (gr. Απεσιά) – wieś w Republice Cypryjskiej, w dystrykcie Limassol. W 2011 roku liczyła 474 mieszkańców.